# GRAPO
I Gruppi di Resistenza Antifascista del Primo Ottobre (in spagnolo Grupos de Resistencia Antifascista Primero de Octubre, GRAPO) erano un'organizzazione terroristica Marxista-leninista fondata a Vigo nel 1975 che mirava all'instaurazione di uno Stato socialista e repubblicano in Spagna. Erano considerati il braccio armato del Partito Comunista Operaio Spagnolo (1973), un piccolo gruppo estremista di sinistra nato dall'Organizzazione Marxista Leninista di Spagna.
È considerata totalmente inattiva dal 10 marzo 2011, data dell'ultimo attacco più o meno ufficiale da parte di questa organizzazione, le azioni del gruppo hanno provocato un totale di più di ottanta vittime assassinate. Tra il 1975 e il 2006, i GRAPO hanno ucciso 93 persone e ne hanno ferite altre 95. Sebbene non sia mai stato sciolto pubblicamente, l'assenza di attentati e azioni armate, nonché i suoi membri residui, fanno sì che venga considerato smantellato dalle forze di sicurezza spagnole. A differenza dell'ETA, il GRAPO non è stato in grado di generare una base minima di popolarità su cui appoggiarsi.
Tra le attività più importanti del gruppo si ricordano il sequestro del presidente del Consiglio di Stato Antonio María de Oriol e del generale Emilio Villaescusa nel dicembre 1976. L'organizzazione continuò a operare nonostante l'arresto degli esponenti principali avvenuto nel 1977. Nel giugno 1995 i GRAPO furono gli autori del sequestro dell'imprenditore Publio Cordón, ancora disperso.
Il gruppo è presente nell'elenco delle organizzazioni terroristiche stilato dall'Unione europea.